# Молина (Белуно)
Молина (итал. Molinà) је насеље у Италији у округу Белуно, региону Венето.
Према процени из 2011. у насељу је живело 19 становника. Насеље се налази на надморској висини од 728 м.